# Giải bóng đá hạng nhất quốc gia 2014 (kết quả chi tiết)
Đây là lịch thi đấu và kết quả chi tiết Giải bóng đá hạng Nhất Quốc gia - Kienlongbank 2014, viết tắt là Giải bóng đá HNQG - Kienlongbank 2014 (Tên tiếng Anh: Kienlongbank First Division - 2014, viết tắt là V.League 2 vì theo tên nhà tài trợ) diễn ra từ ngày 15 tháng 3 đến ngày 28 tháng 6 năm 2014. Mùa giải này, có 8 đội bóng tham dự XSKT Cần Thơ, Câu lạc bộ bóng đá Huế, TDCS Đồng Tháp, Đắk Lắk, Hà Nội, XM Fico Tây Ninh, Sanna Khánh Hòa, Thành phố Hồ Chí Minh.

### Lượt đi

#### Vòng 1
Ngày 15/3/2014, Trên các sân Buôn Ma Thuật, Ninh Thuận, Hàng Đẫy, Thống Nhất diễn ra lượt trận mở màn Giải bóng đá HNQG Kienlongbank 2014.
| Ngày 15 tháng 3 năm 2014 | Đắk Lắk                                                                                       | 0 - 0 | XSKT Cần Thơ         | Sân vận động Tự Do                               |  |
| 15:30                    | Trần Quốc Tuấn 69' · Dương Văn An 90+4' · Nguyễn Văn Chiến 85' · Nguyễn Hồng Quân 54' 78' 78' |       | Nguyễn Huy Hoàng 13' | Lượng khán giả: 2,500 Trọng tài: Nguyễn Hữu Tuấn |  |

| Ngày 15 tháng 3 năm 2014 | Sanna Khánh Hòa BVN                                                  | 2 - 0 | XM Fico Tây Ninh                                                                                             | Sân vận động Phú Yên                            |  |
| 16:00                    | Trần Văn Vũ 24' · Trần Đình Kha 66' · Nguyễn Chí Tâm 36' 90+5' 90+5' |       | Lâm Văn Ngoan 33' · Nguyễn Thanh Sơn 39' · Nguyễn Huỳnh Điệp 56' · Nguyễn Xuân Quyền 62' · Đào Thế Phong 86' | Lượng khán giả: 1,000 Trọng tài: Phạm Ngọc Hồng |  |

| Ngày 15 tháng 3 năm 2014 | Hà Nội                                                      | 1 - 0 | TĐCS Đồng Tháp | Sân vận động Hàng Đẫy                            |  |
| 17:00                    | Ngân Văn Đại 51' · Đỗ Văn Thuận 24' · Ekpe Aniekan Okon 33' |       | Lê Đức Lộc 87' | Lượng khán giả: 500 Trọng tài: Nguyễn Phương Nam |  |

| Ngày 15 tháng 3 năm 2014 | Tp. Hồ Chí Minh                                                                               | 0 - 0 | CLB bóng đá Huế                               | Sân vận động Thống Nhất                           |  |
| 17:30                    | Nguyễn Minh Trung 38' · Friday Tobechukwu Ibeji 42' · Nguyễn Duy Phương 64' · Lê Minh Hòa 80' |       | Trần Đình Minh Hoàng 63' · Trần Khoa Nhật 81' | Lượng khán giả: 2,000 Trọng tài: Nguyễn Ngọc Châu |  |

#### Vòng 2
Ngày 22/3/2014: Trên các sân Tây Ninh, Cần Thơ, Tự Do, Đồng Tháp tiếp tục diễn ra 4 trận đấu thuộc lượt trận 2 - Giải bóng đá HNQG Kienlongbank 2014.
| Ngày 22 tháng 3 năm 2014 | XM Fico Tây Ninh                      | 0 - 1 | Đắk Lắk          | Sân vận động Tây Ninh                                   |  |
| 15:30                    | Nguyễn Văn Ngọ 43' · Ngô Vũ Thắng 23' |       | Mai Văn Hiếu 23' | Lượng khán giả: 1,000 Trọng tài: Trương Trần Quang Tuấn |  |

| Ngày 22 tháng 3 năm 2014 | TĐCS Đồng Tháp                                                                      | 2 - 0 | Tp. Hồ Chí Minh                                                              | Sân vận động Đồng Tháp                             |  |
| 15:30                    | Samson Kpenosen 70' · Trần Minh Lợi 85' · Bạch Đăng Khoa 75' · Njiodo Edouard 90+2' |       | Nguyễn Duy Phương 55' · Danh Nguyễn Thái Phong 90+3' · Nguyễn Tuấn Anh 90+4' | Lượng khán giả: 4,500 Trọng tài: Nguyễn Minh Thuận |  |

| Ngày 22 tháng 3 năm 2014 | CLB bóng đá Huế                                                  | 1 - 0 | Hà Nội | Sân vận động Tự Do                               |  |
| 15:30                    | Phan Hữu Vân 62' · Trần Phú Nguyên 35' · Phạm Thanh Nguyên 90+5' |       | Nguyễn Đại Đồng 12' · Ekpe Aniekan Okon 25' · Nguyễn Xuân Dương 47' · Michael A.A. Mensah 52' · Nguyễn Quang Tú 90+4' · Nguyễn Xuân Tú 45' 63' 63' | Lượng khán giả: 5,000 Trọng tài: Nguyễn Tuấn Anh |  |

| Ngày 22 tháng 3 năm 2014 | XSKT Cần Thơ                                                                                          | 1 - 0 | Sanna Khánh Hòa BVN                            | Sân vận động Cần Thơ                         |  |
| 16:30                    | Souley Mane Diabate 49' · Nguyễn Quốc Hiền 19' · Phan Thanh Phúc 87' · Cao Xuân Thắng 76' 90+2' 90+2' |       | Nguyễn Hoàng Quốc Chi 37' · Phạm Xuân Bình 79' | Lượng khán giả: 3,500 Trọng tài: Ngô Duy Lân |  |

#### Vòng 3
Ngày 29/3/2014, Trên các Sân Đồng Tháp, Tự Do, Hàng Đẫy, Thống Nhất tiếp tục diễn ra các trận đấu thuộc vòng 3 - Giải bóng đá HNQG Kienlongbank 2014.
| Ngày 29 tháng 3 năm 2014 | TĐCS Đồng Tháp                                                                              | 2 - 1 | Sanna Khánh Hòa BVN                                        | Sân vận động Đồng Tháp                           |  |
| 15:30                    | Samson Kpenosen 10' 45' · Nguyễn Thanh Hiền 75' · Châu Phong Hòa 90' · Hồ Phước Thạnh 90+2' |       | Huỳnh Văn Thanh 87' · Trần Văn Vũ 63' · Nguyễn Chí Tâm 74' | Lượng khán giả: 7,000 Trọng tài: Trần Đình Thịnh |  |

| Ngày 29 tháng 3 năm 2014 | CLB bóng đá Huế                                  | 3 - 1 | Đắk Lắk              | Sân vận động Tự Do                                   |  |
| 15:30                    | Phạm Thanh Nguyên 43' · Nguyễn Tuấn Hiệp 44' 56' |       | Trương Công Thảo 77' | Lượng khán giả: 6,000 Trọng tài: Nguyễn Trung Kiên A |  |

| Ngày 29 tháng 3 năm 2014 | Hà Nội | 2 - 2 | XM Fico Tây Ninh                                                                    | Sân vận động Hàng Đẫy                             |  |
| 17:00                    | Lê Văn Lâm 19' · Nguyễn Anh Tuấn 78' · Michael Mensah 35' · Nguyễn Trọng Giáp 55' · Nguyễn Đại Đồng 80' · Đỗ Văn Thuận 87' |       | Nguyễn Đức Sang 6' · Aganun Olushola 81' · Đặng Văn Tường 26' · Aganun Olushola 70' | Lượng khán giả: 1,000 Trọng tài: Nguyễn Hoàng Anh |  |

| Ngày 29 tháng 3 năm 2014 | Tp. Hồ Chí Minh | 3 - 1 | XSKT Cần Thơ                                                           | Sân vận động Thống Nhất                                |  |
| 17:30                    | Huỳnh Ngọc Quang 26' 68' · Nguyễn Minh Trung 44' · Huỳnh Ngọc Quang 26' · Nguyễn Viết Kim Long 41' · Đoàn Việt Cường 82' |       | Souleymane Diabate 38' · Lê Văn Lương 42' · Nguyễn Huỳnh Kiếm Linh 50' | Lượng khán giả: 1,500 Trọng tài: Nguyễn Đình Tiến Dũng |  |

#### Vòng 4
Ngày 5/4/2014, trên các Sân vận động Tây Ninh, sân Buôn Ma Thuật, sân Ninh Thuận, cân Cần Thơ tiếp tục diễn ra các trận đấu thuộc vòng 4 Giải bóng đá HNQG Kienlongbank 2014.
| Ngày 5 tháng 4 năm 2014 | XM Fico Tây Ninh                                       | 1 - 1 | TĐCS Đồng Tháp                | Sân vận động Tây Ninh                          |  |
| 15:30                   | S W Chibambo 81' · Huỳnh Tấn An 16' · Lê Quang Thi 51' |       | N Edouard 45' · N Edouard 32' | Lượng khán giả: 3,000 Trọng tài: Hoàng Ngọc Hà |  |

| Ngày 5 tháng 4 năm 2014 | Đắk Lắk          | 0 - 0 | Tp. Hồ Chí Minh     | Sân vận động Buôn Ma Thuột                         |  |
| 15:00                   | Ngô Vũ Thắng 59' |       | Đoàn Việt Cường 42' | Lượng khán giả: 2,000 Trọng tài: Nguyễn Phương Nam |  |

| Ngày 5 tháng 4 năm 2014 | Sanna Khánh Hòa BVNHà Nội                                                                                      | 1 - 0 | Hà Nội                                                                                  | Sân vận động 19 tháng 8                           |  |
| 16:00                   | Huỳnh Văn Thanh 53' · Lê Cao Hoài An 17' · Nguyễn Đình Việt 73' · Nguyễn Tấn Tài 90+2' · Nguyễn Trung Hiếu 40' |       | Lê Xuân Trường 36' · Nguyễn Quang Tú 44' · Nguyễn Đình Việt 73' · Nguyễn Xuân Dương 80' | Lượng khán giả: 2,000 Trọng tài: Trần Xuân Nguyện |  |

| Ngày 5 tháng 4 năm 2014 | XSKT Cần Thơ | 4 - 1 | CLB bóng đá Huế                                                    | Sân vận động Cần Thơ                              |  |
| 16:30                   | Cao Xuân Thắng 10' · Souleymane Diabate 60' 75' 86' · Cao Xuân Thắng ( 16' · Trần Quốc Anh 56' · Nguyễn Huỳnh Kiếm Linh 90+3' |       | Nguyễn Tuấn Hiệp 51' · Trương Ngọc Mười 52' · Nguyễn Văn Cường 74' | Lượng khán giả: 3,000 Trọng tài: Nguyễn Ngọc Châu |  |

#### Vòng 5
Ngày 11-4, trận đấu sớm vòng 5 giải bóng đá HNQG Kienlongbank 2014 sẽ diễn ra trên sân vận động Hàng Đẫy, Hà Nội.
| Ngày 11 tháng 4 năm 2014 | Hà Nội | 2 - 0 | Tp. Hồ Chí Minh                               | Sân vận động Hàng Đẫy                           |  |
| 17:00                    | Đào Xuân Thành 10' · Ekpe Aniekan Okon 50' · Mensah 27' · Nguyễn Đại Đồng 72' · Nguyễn Duy Linh 90+4' · Lê Văn Lâm 90+4' |       | Nguyễn Minh Trung 12' · Nguyễn Hữu Tuấn 90+4' | Lượng khán giả: 500 Trọng tài: Nguyễn Hoàng Anh |  |

Ngày 12.4.2014, trên các sân Tây Ninh, Đồng Tháp, Ninh Thuận tiếp tục diễn ra 3 trận đấu thuộc vòng 5 Giải bóng đá HNQG Kienlongbank 2014.
| Ngày 12 tháng 4 năm 2014 | XM Fico Tây Ninh                                                                            | 2 - 1 | XSKT Cần Thơ                                                                         | Sân vận động Tây Ninh                                  |  |
| 15:30                    | Lâm Văn Ngoan 67' · Sighs wonders Chibambo 81' · Trần Văn Cường 54' · Nguyễn Quốc Thanh 80' |       | Hoàng Hải Dương 22' · Hoàng Hải Dương 8' · Nguyễn Ngọc Thanh 12' · Trần Quốc Anh 60' | Lượng khán giả: 3,000 Trọng tài: Nguyễn Trung Kiên (A) |  |

| Ngày 12 tháng 4 năm 2014 | TĐCS Đồng Tháp                                                                                               | 4 - 1 | CLB bóng đá Huế         | Sân vận động Đồng Tháp                       |  |
| 15:30                    | Lâm Hải Đăng 12' · Lương Văn Được Em 54' · Trần Minh Lợi 61' 79' · Nguyễn Thanh Hiền 75' · Trần Bửu Ngọc 83' |       | Nguyễn Ngọc Tuấn Tú 83' | Lượng khán giả: 7,000 Trọng tài: Đỗ Văn Hiếu |  |

| Ngày 12 tháng 4 năm 2014 | Sanna Khánh Hòa BVN                                                                            | 4 - 3 | Đắk Lắk                                                                                                 | Sân vận động Ninh Thuận                     |  |
| 16:00                    | Huỳnh Văn Thanh 56' 83' 90+3' · Nguyễn Đình Việt 68' · Nguyễn Tấn Tài 37' · Phạm Xuân Bình 89' |       | Nguyễn Văn Ngọ 20' · Trương Công Thảo 71' · Huỳnh Văn Ly 90+2' · Ngô Văn Nhựt 82' · Cao Hoàng Hải 90+3' | Lượng khán giả: 500 Trọng tài: Ngô Đức Việt |  |

#### Vòng 6
Ngày 18/4/2014, trên sân Hàng Đẫy diễn ra trận đấu sớm vòng 6 - Giải bóng đá HNQG Kienlongbank 2014.
| Ngày 18 tháng 4 năm 2014 | Hà Nội             | 1 - 1 | Đắk Lắk | Sân vận động Hàng Đẫy                           |  |
| 17:00                    | Trần Mạnh Toàn 88' |       | Trần Quốc Tuấn 30' · Trần Hồng Quân 44' · Danh Lương Thực 58' · Lê Thanh Tài 68' · Nguyễn Văn Ngọ 88' · Huỳnh Văn Ly 90+1' | Lượng khán giả: 1,000 Trọng tài: Trương Hồng Vũ |  |

Ngày 19/4/2014, trên các Sân Đồng Tháp, Tự do, Thống Nhất diễn ra lượt trận đấu vòng 6 Giải bóng đá HNQG Kienlongbank 2014.
| Ngày 19 tháng 4 năm 2014 | TĐCS Đồng Tháp                                                                     | 5 - 0 | XSKT Cần Thơ | Sân vận động Đồng Tháp                            |  |
| 15:30                    | Lê Đức Lộc 19' · Samson Kpenosen 43' 51' · Trần Minh Lợi 64' · Thái Minh Thuận 20' |       |              | Lượng khán giả: 8,000 Trọng tài: Nguyễn Ngọc Châu |  |

| Ngày 19 tháng 4 năm 2014 | CLB bóng đá Huế                                                           | 1 - 0 | XM Fico Tây Ninh                                                                               | Sân vận động Tự Do                             |  |
| 15:30                    | Nguyễn Tuấn Hiệp 90+4' · Nguyễn Ngọc Tuấn Tú 31' · Nguyễn Tuấn Hiệp 90+4' |       | Nguyễn Đức Sang 17' · Aganun O. Olushola 33' · Trần Văn Thành 54' · Sighs Wonders Chibambo 89' | Lượng khán giả: 7,000 Trọng tài: Hoàng Ngọc Hà |  |

| Ngày 19 tháng 4 năm 2014 | Tp. Hồ Chí Minh                                                                | 0 - 3 | Sanna Khánh Hòa BVN                                                                   | Sân vận động Thống Nhất                                 |  |
| 17:30                    | Sanh Nguyễn Thái Phong 27' · Nguyễn Trọng Hoàng 28' · Nguyễn Việt Kim Long 51' |       | Nguyễn Viết Bính 34' · Lê Minh Hòa 52 (Og)' · Huỳnh Văn Thanh 75' · Trần Văn Vũ 90+3' | Lượng khán giả: 1,000 Trọng tài: Trương Trần Quang Tuấn |  |

#### Vòng 7
Ngày 26/4/2014, trên các sân cỏ cả nước tiếp tục diễn ra các trận đấu thuộc vòng 7 - giải bóng đá HNQG Kienlongbank 2014.
| Ngày 26 tháng 4 năm 2014 | XM Fico Tây Ninh           | 1 - 2 | Tp. Hồ Chí Minh                                                                         | Sân vận động Tây Ninh                             |  |
| 15:30                    | Sighs Wonders Chibambo 58' |       | Phan Kim Long 9' · Nguyễn Minh Trung 74' · Cao Nguyễn Hoài Hậu 83' · Trần Khoa Điển 87' | Lượng khán giả: 5,000 Trọng tài: Trần Xuân Nguyện |  |

Ngày 19/4/2014, trên các Sân Đồng Tháp, Tự do, Thống Nhất diễn ra lượt trận đấu vòng 6 Giải bóng đá HNQG Kienlongbank 2014.
| Ngày 26 tháng 4 năm 2014 | Đắk Lắk                                                      | 0 - 0 | TĐCS Đồng Tháp      | Sân vận động Buôn Ma Thuột                       |  |
| 15:30                    | Trần Quốc Tuấn 52' · Nguyễn Văn Ngọ 83' · Ngô Vũ Thắng 90+2' |       | Samson Kpenosen 86' | Lượng khán giả: 2,000 Trọng tài: Nguyễn Hữu Tuấn |  |

| Ngày 26 tháng 4 năm 2014 | Sanna Khánh Hòa BVN                                                       | 0 - 0 | CLB bóng đá Huế                                    | Sân vận động Ninh Thuận                            |  |
| 16:00                    | Nguyễn Tuấn Hiệp 90+4' · Nguyễn Ngọc Tuấn Tú 31' · Nguyễn Tuấn Hiệp 90+4' |       | Trần Khoa Nhật 90+1' · Bùi Hoàng Mỹ 7' 90+2' 90+2' | Lượng khán giả: 2,000 Trọng tài: Nguyễn Minh Thuận |  |

| Ngày 26 tháng 4 năm 2014 | XSKT Cần Thơ                          | 0 - 1 | CLB Hà Nội                                                   | Sân vận động Cần Thơ                             |  |
| 16:30                    | Đào Xuân Thành 57' · Trần Văn Tâm 89' |       | Ngân Văn Đại 87' · Trần Quốc Anh 85' · Nguyễn Văn Quân 90+5' | Lượng khán giả: 3,000 Trọng tài: Trần Đình Thịnh |  |

### Lượt về

#### Vòng 8
Ngày 3/5/2014, trên các sân vận động Đồng Tháp, sân Tự Do, sân Hàng Đẫy, sân Thống Nhất diễn ra các trận đấu thuộc vòng 8 - Giải bóng đá HNQG Kienlongbank 2014.
| Ngày 3 tháng 5 năm 2014 | TĐCS Đồng Tháp                                  | 3 - 0 | Đắk Lắk                               | Sân vận động Đồng Tháp                          |  |
| 15:30                   | Nyirenda Victor 45' 47' 54' · Trần Minh Lợi 13' |       | Đỗ Thanh Sang 11' · Dương Văn Hòa 21' | Lượng khán giả: 8,000 Trọng tài: Phạm Ngọc Hồng |  |

| Ngày 3 tháng 5 năm 2014 | CLB bóng đá Huế                        | 1 - 1 | Sanna Khánh Hòa BVN                                                                           | Sân vận động Tự Do                                     |  |
| 15:30                   | Phan Hữu Vân 41' · Nguyễn Cảnh Lâm 64' |       | Nguyễn Cửu Huy Hoàng 81' · Trần Đình Kha 38' · Cao Văn Triền 82' · Nguyễn Cửu Huy Hoàng 90+2' | Lượng khán giả: 6,000 Trọng tài: Nguyễn Trung Kiên (A) |  |

| Ngày 3 tháng 5 năm 2014 | CLB Hà Nội                          | 1 - 1 | XSKT Cần Thơ                                       | Sân vận động Hàng Đẫy                            |  |
| 17:00                   | Ngân Văn Đại 60' · Đỗ Hùng Dũng 40' |       | Belibi Celstin Didier 27' · Souleymane Diabate 39' | Lượng khán giả: 600 Trọng tài: Nguyễn Phương Nam |  |

| Ngày 3 tháng 5 năm 2014 | Tp. Hồ Chí Minh                                                                     | 1 - 1 | XM Fico Tây Ninh                                            | Sân vận động Thống Nhất                       |  |
| 17:30                   | Huỳnh Ngọc Quang 48' · THoàng Văn Duẩn 10' · Lê Đức Tài ( 18' · Nguyễn Tuấn Anh 64' |       | Nguyễn Đức Sang 56' · Lê Quang Thi 10' · Ngô Dương Thái 77' | Lượng khán giả: 500 Trọng tài: Phạm Ngọc Hồng |  |

#### Vòng 9
Ngày 24/05/2014, trên các sân Tây Ninh, Buôn Ma Thuật, Ninh Thuận, Cần Thơ sẽ diễn ra các trận đấu thuộc vòng 9 - Giải bóng đá HNQG Kienlongbank 2014.
| Ngày 24 tháng 5 năm 2014 | Đắk Lắk | 3 - 2 | CLB Hà Nội                                                                              | Sân vận động Buôn Ma Thuột                        |  |
| 15:30                    | Lê Viết Mẫn 17' · Nguyễn Văn Ngọ 21' · Đỗ Thanh Sang 90+3' · Hoàng Trọng Phú 35' · Đỗ Thanh Sang 40' · Huỳnh Văn Ly 57' · Ekpe Aniekan Okon 55' 69' 69' |       | Ngân Văn Đại 6' 47' · Kavin Elroy Bryan 28' · Nguyễn Duy Linh 36' · Nguyễn Đại Đồng 82' | Lượng khán giả: 1,500 Trọng tài: Trần Xuân Nguyện |  |

| Ngày 24 tháng 5 năm 2014 | Sanna Khánh Hòa BVN                                                           | 1 - 0 | Tp. Hồ Chí Minh | Sân vận động Tự Do                                 |  |
| 16:00                    | Pirchio Marcos Emiliano 41' · Vũ Ngọc Cường 86' · Nguyễn Hoàng Quốc Chí 90+5' |       |                 | Lượng khán giả: 4,000 Trọng tài: Nguyễn Minh Thuận |  |

| Ngày 24 tháng 5 năm 2014 | XSKT Cần Thơ | 2 - 1 | TĐCS Đồng Tháp                          | Sân vận động Hàng Đẫy                        |  |
| 16:30                    | Belibi Celstin Didier 40' 42' · Souleymane Diabate 8' · Lê Xuân Anh 16' · Nguyễn Rogerio 57' · Hoàng Hải Dương 58' · Nguyễn Thế Anh 87' |       | Samson Kpenosen 12' · Trần Minh Lợi 81' | Lượng khán giả: 2,000 Trọng tài: Ngô Duy Lân |  |

| Ngày 24 tháng 5 năm 2014 | XM Fico Tây Ninh                                                                 | 1 - 3 | CLB bóng đá Huế | Sân vận động Thống Nhất                          |  |
| 17:45                    | Đào Thế Phong 54' · THoàng Văn Duẩn 10' · Lê Đức Tài ( 18' · Nguyễn Tuấn Anh 64' |       | Blanco 25' 79' · Nguyễn Cảnh Lâm 33' · Trần Phú Nguyên · Trần Đ.Minh Hoàng 74' · Trần Khoa Nhật 90' · Nguyễn Công Nhật 90+2' | Lượng khán giả: 3,000 Trọng tài: Trần Đình Thịnh |  |

#### Vòng 10
Ngày 31/5/2014 trên các sân Buôn Ma Thuật, sân Tự Do, sân Cần Thơ, sân Thống Nhất tiếp tục diễn ra các trận đấu thuộc vòng 10 - Giải bóng đá HNQG Kienlongbank 2014.
| Ngày 31 tháng 5 năm 2014 | Đắk Lắk | 5 - 2 | Sanna Khánh Hòa BVN                               | Sân vận động Buôn Ma Thuột                    |  |
| 15:30                    | Speranza Giovanni 8' · Abubakar Mahadi 51' 58' 64' · Đặng Ngọc Tùng 77' · Nguyễn Văn Ngọ 27' · Speranza Giovanni 88' |       | Huỳnh Văn Thanh 22' · Pirchio Marcos Emiliano 60' | Lượng khán giả: 3,500 Trọng tài: Ngô Đức Việt |  |

| Ngày 31 tháng 5 năm 2014 | CLB bóng đá Huế | 0 - 0 | TĐCS Đồng Tháp      | Sân vận động Tự Do                                 |  |
| 15:30                    |                 |       | Samson Kpenosen 23' | Lượng khán giả: 3,000 Trọng tài: Nguyễn Phương Nam |  |

| Ngày 24 tháng 5 năm 2014 | XSKT Cần Thơ                                                                                      | 2 - 2 | XM Fico Tây Ninh                                                             | Sân vận động Cần Thơ                                 |  |
| 16:30                    | Belibi Celstin Didier 58' 82' · Nguyễn Hữu Hùng 35' · Nguyễn Văn Quân 55' · Nguyễn Ngọc Thanh 56' |       | Uwanaka I Feaniji Chimezie 43' 77' · Đặng Văn Tường 27' · Nguyễn Cửu Phú 66' | Lượng khán giả: 2,000 Trọng tài: Trần Trung Kiên (A) |  |

| Ngày 31 tháng 5 năm 2014 | Tp. Hồ Chí Minh       | 0 - 0 | CLB Hà Nội                            | Sân vận động Thống Nhất                         |  |
| 17:30                    | Nguyễn Minh Trung 71' |       | Ngân Văn Đại 44' · Nguyễn Xuân Tú 82' | Lượng khán giả: 500 Trọng tài: Nguyễn Ngọc Châu |  |

#### Vòng 11
Ngày 5/6/2014, trên sân Thống Nhất diễn ra trận đấu sớm Vòng 11 - Giải bóng đá HNQG Kienlonbank 2014.
| Ngày 5 tháng 6 năm 2014 | Tp. Hồ Chí Minh | 4 - 1 | Đắk Lắk                                                        | Sân vận động Thống Nhất                            |  |
| 17:30                   | Nguyễn H Tcheuko Minh 5' · Dembele Kalifa 18' 32' · Nguyễn Minh Trung 45' · Nguyễn H Tcheuko Minh 59' · Danh Ng Thái Phong 75' · Oguwike Emeka Ndubuisi 90+2' |       | Speranza Giovanni 75' · Đỗ Thanh Sang 16' · Trần Quốc Tuấn 45' | Lượng khán giả: 1,000 Trọng tài: Nguyễn Minh Thuận |  |

Ngày 7/6/2014, trên các SVĐ Đồng Tháp, Tự Do, Hàng Đẫy diễn ra các trận đấu thuộc vòng 11 - Giải bóng đá HNQG Kienlongbank 2014.
| Ngày 7 tháng 6 năm 2014 | TĐCS Đồng Tháp        | 0 - 0 | XM Fico Tây Ninh | Sân vận động Đồng Tháp                           |  |
| 15:30                   | Lương Văn Được Em 72' |       | Uwanaka Ifeaniji Chimezie 27' · Nguyễn Đức Sang 28' · Lưu Viễn Phương 42' · Lâm Văn Ngoan 83' · Sibisi Diyo Mfiselwa 90+2' · Nguyễn Xuân Quyền 45' 90+4' 90+4' | Lượng khán giả: 6,000 Trọng tài: Nguyễn Hữu Tuấn |  |

| Ngày 7 tháng 6 năm 2014 | CLB bóng đá Huế                                                                                 | 1 - 2 | XSKT Cần Thơ | Sân vận động Tự Do                            |  |
| 15:30                   | Alexis Herman Blanco 84' · Nguyễn Hữu Hùng 35' · Trần Minh Phương 6' · Alexis Herman Blanco 53' |       | Belibi Celstin Didier 7' · Trần Vũ Phương Tâm 90+5' · Nguyễn Rogerio 44' · Nguyễn Đình Thế 90' · Trần Vũ Phương Tâm 90+5' · Belibi Celstin Didier 69' | Lượng khán giả: 5,000 Trọng tài: Ngô Đức Việt |  |

| Ngày 7 tháng 6 năm 2014 | CLB Hà Nội                                                                                             | 2 - 2 | Sanna Khánh Hòa BVN                                   | Sân vận động Hàng Đẫy                            |  |
| 17:00                   | Đào Xuân Thành 32' · Đồ Hùng Dũng 78' · Đỗ Văn Thuận 34' · Nguyễn Đại Đồng 57' · Nguyễn Trọng Giáp 84' |       | Huỳnh Văn Thanh 70' 75' · Pirchio Marcos Emiliano 51' | Lượng khán giả: 1,000 Trọng tài: Nguyễn Tuấn Anh |  |

#### Vòng 12
Ngày 14/6/2014, trên các Sân Ninh Thuận, Tây Ninh, Buôn Ma Thuật, Cần Thơ diễn ra các trận đấu thuộc Vòng 12 - Giải bóng đá HNQG Kienlongbank 2014.
| Ngày 14 tháng 6 năm 2014 | Sanna Khánh Hòa BVN                                                                                                 | 1 - 1 | TĐCS Đồng Tháp    | Sân vận động Ninh Thuận                        |  |
| 15:30                    | Pirchio Marcos Emiliano 86' · Nguyễn Văn Mộc 39' · Nguyễn Thanh Hiền 78' · Phan Viết Đàn 80' · Nguyễn Minh Hưng 84' |       | Phan Viết Đàn 37' | Lượng khán giả: 1,000 Trọng tài: Hoàng Ngọc Hà |  |

| Ngày 14 tháng 6 năm 2014 | XM Fico Tây Ninh               | 1 - 3 | CLB Hà Nội | Sân vận động Tây Ninh                        |  |
| 15:30                    | Sibisi 8' · Đặng Văn Tưởng 45' |       | Ngân Văn Đại 47' · Nguyễn anh Tuấn 79' · Anielka 90+5' · Nguyễn Xuân Tú 24' · Nguyễn Anh Tuấn 61' · Đổ Hùng Dũng 75' · Trần Anh Đức 90' · Trần Mạnh Toàn 90+3' | Lượng khán giả: 2,000 Trọng tài: Ngô Duy Lân |  |

| Ngày 14 tháng 6 năm 2014 | Đắk Lắk                                                              | 3 - 2 | CLB bóng đá Huế                                                                                               | Sân vận động Buôn Ma Thuột                              |  |
| 15:30                    | Speranza Giovanni 44' 48' · Abubakar Mahadi 61' · Nguyễn Văn Ngọ 57' |       | Alexis Hernan Blanco 68' · Phạm Thanh Nguyên 75' · Nguyễn Văn Cường 47' · Lê Ngọc Vỹ 60' · Trần Khoa Nhật 64' | Lượng khán giả: 4,000 Trọng tài: Trương Trần Quang Tuấn |  |

| Ngày 14 tháng 6 năm 2014 | XSKT Cần Thơ | 3 - 1 | Tp. Hồ Chí Minh               | Sân vận động Cần Thơ                             |  |
| 15:30                    | Trần Quốc Anh 27' · Ng. Huỳnh Kiếm Linh 34' · Trần Vũ Phương Tâm 87' · Souleymane 53' · Cao Xuân Thắng 68' · Hoàng Hải Dương 79' |       | D.Kalifa 90+2' · D.Kalifa 59' | Lượng khán giả: 1,200 Trọng tài: Trần Đình Thịnh |  |

#### Vòng 13
Ngày 21/6/2014, trên các SVĐ Ninh Thuận, Buôn Ma Thuật, Hàng Đẫy, Thống Nhất diễn ra các trận đấu Vòng 13 - Giải bóng đá HNQG Kienlongbank 2014.
| Ngày 21 tháng 6 năm 2014 | Sanna Khánh Hòa BVN                                                                      | 2 - 0 | XSKT Cần Thơ                                                 | Sân vận động Ninh Thuận                           |  |
| 15:30                    | Nguyễn Hoàng Q Chi 14' · Huỳnh Văn Thanh 71' · Võ Văn Đông 72' · Cosmin 80' · Marcos 84' |       | Trần Quốc Anh 28' · Nguyễn Rogerio 30' · Nguyễn Đình Thế 82' | Lượng khán giả: 1,000 Trọng tài: Nguyễn Ngọc Châu |  |

| Ngày 21 tháng 6 năm 2014 | Đắk Lắk                                                           | 2 - 1 | XM Fico Tây Ninh                    | Sân vận động Buôn Ma Thuột                        |  |
| 15:30                    | Ngô Vũ Thắng 35' · Speranza Giovanni 59' · Trần Quốc Tuấn 55' 55' |       | Vũ Như Thành 56' · Lê Quang Thi 41' | Lượng khán giả: 2,000 Trọng tài: Trần Xuân Nguyện |  |

| Ngày 21 tháng 6 năm 2014 | CLB Hà Nội                               | 2 - 0 | CLB bóng đá Huế | Sân vận động Hàng Đẫy                            |  |
| 15:30                    | Kavin Elroy Bryan 59' · Ngân Văn Đại 61' |       |                 | Lượng khán giả: 500 Trọng tài: Nguyễn Phương Nam |  |

| Ngày 21 tháng 6 năm 2014 | Tp. Hồ Chí Minh | 0 - 2 | TĐCS Đồng Tháp       | Sân vận động Cần Thơ                        |  |
| 15:30                    |                 |       | Lâm Hải Đăng 18' 85' | Lượng khán giả: 800 Trọng tài: Ngô Đức Việt |  |

#### Vòng 14
Ngày 28/6/2014, trên các SVĐ Tây Ninh, Cần Thơ, Đồng Tháp, Tự Do diễn ra các trận đấu lượt cuối cùng Giải bóng đá HNQG Kienlongbank 2014.
| Ngày 28 tháng 6 năm 2014 | XM Fico Tây Ninh                   | 0 - 0 | Sanna Khánh Hòa BVN                                            | Sân vận động Tây Ninh                              |  |
| 15:30                    | Hà Văn Quốc 32' · Lê Quang Thi 64' |       | Trần Văn Vũ 58' · Nguyễn Đình Nhơn 81' · Cosmin Sabin Goia 88' | Lượng khán giả: 200 Trọng tài: Trần Trung Kiên (A) |  |

| Ngày 28 tháng 6 năm 2014 | XSKT Cần Thơ | 4 - 1 | Đắk Lắk                             | Sân vận động Cần Thơ                         |  |
| 15:30                    | Souleymane Diabate 18' · Delibi Celstin Didier 22' 61' · Cao Xuân Thắng 79' · Nguyễn Huỳnh Kiếm Linh 24' · Souleymane Diabate 34' |       | Rmah Guch 12' · Danh Lương Thực 60' | Lượng khán giả: 2,500 Trọng tài: Ngô Duy Lân |  |

| Ngày 28 tháng 6 năm 2014 | TĐCS Đồng Tháp                                                               | 1 - 0 | CLB Hà Nội                                                          | Sân vận động Đồng Tháp                           |  |
| 15:30                    | Phan Viết Đàn 53' · Phan Viết Đàn 53' · Lâm Hải Đăng 61' · Trần Bửu Ngọc 88' |       | Đào Xuân Thành 15' · Epke Aniekan Ckon 90+2' · Nguyễn Xuân Tú 90+4' | Lượng khán giả: 4,000 Trọng tài: Trần Đình Thịnh |  |

| Ngày 28 tháng 6 năm 2014 | CLB bóng đá Huế                                                                         | 2 - 0 | Tp. Hồ Chí Minh | Sân vận động Tự Do                           |  |
| 15:30                    | Nguyễn Tuấn Hiệp 51' · Phan Hữu Vân 59' · Trần Phú Nguyên 28' · Nguyễn Ngọc Tuấn Tú 90' |       |                 | Lượng khán giả: 1,000 Trọng tài: Đỗ Văn Hiếu |  |